# 에클레르

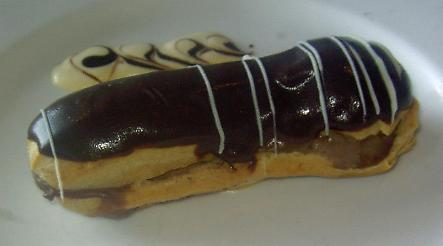
에클레르

에클레르(프랑스어: éclair 또는 영어: sweet baguette)는 프랑스의 페이스트리로, 크림을 넣고 그 위에 초콜릿 등을 바른 길쭉한 모양의 슈 페이스트리 디저트이다. 에클레어라고 불리기도 한다.
에클레어는 길쭉한 슈 페이스트리 크러스트와 속의 크림으로 구성되며, 슈 표면에는 초콜렛이나 퐁당을 입힌 것이 특징이다. 다양한 크림과 퐁당을 쓸 수 있기 때문에 맛과 색의 종류도 무궁무진하다. 특히 에클레어에 덧입히는 퐁당으로 훨씬 다채로운 색을 표현하는 것이 가능하다. 에클레르는 버터, 밀가루 등을 반죽해서 슈 페이스트리를 만들고 크림이나 커스터드를 넣어 만드는데, 크림 외에도 초콜릿과 커피 크림을 쓰는 것이 일반적이다.

## 유래
에클레르는 프랑스어로 '번개'를 뜻한다. 그 유래엔 슈 페이스트리 반죽을 구울 때 만들어지는 표면의 균열이 마치 번개 모양과 닮았다는 설이 있으며, 표면에 묻힌 초콜렛과 퐁당이 번개처럼 반짝이기 때문이라는 설, 에클레어 안의 크림이 터져 나오지 않게 번개처럼 빨리 먹지 않으면 안 되기 때문이라는 설 등이 있다. 심지어 무척 맛있어서 번개처럼 금방 먹어버리게 된다 하여 붙여졌다는 설도 있다.
에클레르는 19세기 프랑스에서 유래되었다고 전해진다. 몇몇 식품 역사학자들은 마리 앙투앙 카렘(Antonin Carême)이라는 프랑스의 유명한 페이스트리 셰프에 의해 처음으로 만들어졌다고 한다.

## 같이 보기
- 프랑스 요리